# David Packard Medal of Achievement
La David Packard Medal of Achievement, anciennement AeA Medal of Achievement est décernée annuellement par TechAmerica (anciennement AEA), depuis 1959. Un dîner de remise des prix est organisé pour honorer le récipiendaire de l'année en cours et d'entendre son ou sa vision de l'avenir de la technologie et l'industrie. Ce prix est la plus haute distinction décernée par TechAmerica. 

## Titulaires
Les lauréats sont choisis pour leurs contributions et des avances au sein de l'industrie high-tech, leur communauté, et de l'humanité.
| année | Destinataires          | Compagnie                          |
| ----- | ---------------------- | ---------------------------------- |
| 1959  | H. Leslie Hoffman      | Hoffman Radio                      |
|       | Richard L. Paulus      | WEMA                               |
| 1960  | David Packard          | Hewlett-Packard Company            |
| 1961  | Arnold O. Beckman      | Beckman Instruments                |
| 1962  | Daniel E. Noble        | Motorola                           |
| 1963  | Frederick Terman E.    | Université Stanford                |
| 1964  | Howard Vollum          | Tektronix, Inc.                    |
| 1965  | Charles B. Thornton    | Litton Industries, Inc.            |
| 1966  | Sigurd Varian          | Varian Associates, Inc.            |
|       | Russell H. Varian      | Varian Associates, Inc.            |
| 1967  | Lawrence A. Hyland     | Hughes Aircraft                    |
| 1968  | Alexander M. Poniatoff | Ampex Corporation                  |
| 1969  | John R. Moore          | Rockwell International             |
|       | Lee A. DuBridge        | California Institute of Technology |
| 1970  | Simon Ramo             | TRW                                |
| 1971  | William R. Hewlett     | Hewlett-Packard Company            |
| 1972  | Patrick E. Haggerty    | Texas Instruments, Inc.            |
| 1973  | John S. Foster         | US Department of Defense           |
| 1974  | Robert N. Noyce        | Intel Corporation                  |
| 1975  | William H. Pickering   | Jet Propulsion Laboratory          |
| 1976  | John M. Fluke          | Fabrication de Fluke John          |
| 1977  | Arthur A. Collins      | Collins Radio                      |
| 1978  | C. Lester Hogan        | Fairchild Camera & Instruments     |
| 1979  | William C. Norris      | Control Data Corporation           |
| 1980  | William J. Perry       | US Department of Defense           |
| 1981  | Kenneth H. Olsen       | Digital Equipment Corporation      |
| 1982  | Frank T. Cary          | IBM Corporation                    |
| 1983  | John G. Linvill        | Université Stanford                |
| 1984  | Une Wang               | Wang Laboratories                  |
| 1985  | EE Ferrey              | American Electronics Association   |
| 1986  | H. Ross Perot          | Electronic Data Systems            |
| 1987  | Thomas J. Davis, Jr.   | Mayfield Fund                      |
|       | Arthur Roche           | Arthur Rock & Company              |
| 1988  | Robert W. Galvin       | Motorola                           |
| 1989  | Thomas J. Watson, Jr.  | IBM Corporation                    |
| 1990  | John Young             | Hewlett-Packard Company            |
| 1991  | Ian Ross               | AT & T Bell Laboratories           |
| 1992  | Malcolm R. Currie      | Hughes Aircraft                    |
| 1993  | Gordon E. Moore        | Intel Corporation                  |
|       | Andrew S. Grove        | Intel Corporation                  |
| 1994  | Gary L. Tooker         | Motorola                           |
| 1995  | J. Richard Iverson     | American Electronics Association   |
| 1996  | James F. Gibbons       | Université Stanford                |
| 1997  | Ray Dolby              | Dolby Laboratories, Inc.           |
| 1998  | Dr Irwin M. Jacobs     | QUALCOMM, Inc.                     |
| 1999  | Lewis E. Platt         | Hewlett-Packard Company            |
| 2000  | Charles R. Trimble     | Trimble Navigation Limited         |
| 2001  | WJ Sander III          | Advanced Micro Devices             |
| 2002  | Edward W. Barnholt     | Agilent Technologies               |
| 2004  | Richard M. Levy        | Varian Medical Systems             |
| 2005  | Thomas J. Engibous     | Texas Instruments, Inc.            |
| 2006  | Chuck Geschke          | Adobe Systems                      |
|       | John Warnock           | Adobe Systems                      |
| 2007  | William T. Archey      | AeA                                |
| 2008  | Paul S. Otellini       | Intel Corporation                  |
| 2009  | John W. Thompson       | Symantec Corporation               |
| 2010  | Marc Benioff           | Salesforce.com                     |
| 2011  | Ray Lane               | Kleiner Perkins Caufield & Byers   |
| 2012  | Reid Hoffman           | Greylock Partners                  |